# Bari (Volk)
Die Bari sind ein nilotisches Volk, das im Osten des Südsudan an den Ufern des Weißen Nil ansässig ist. Ihre Bevölkerungszahl liegt bei 60.000 bis 70.000, nach anderen Angaben bei mehreren Hunderttausend. Das Gebiet der Bari-Sprecher liegt im Bundesstaat Central Equatoria mit dem Siedlungszentrum um die Stadt Juba.

## Kultur
Ihre Sprache Bari gehört zu den ostnilotischen Sprachen. Bari-sprechende Volksgruppen leben sesshaft als Ackerbauern und Viehzüchter in den Savannen im Bereich des Nil. Sie betreiben hauptsächlich Subsistenzwirtschaft, wobei das Vieh eine Ergänzung zum Ackerbau und eine sozio-ökonomische und wirtschaftliche Investition ist; es dient als Mitgift und für Opfergaben und wird verkauft, wenn Geld benötigt wird. In kleinerem Maßstab wird kommerzieller Gemüseanbau zur Versorgung der Stadt Juba betrieben.
Die kulturellen Unterschiede zu den Dinka sind gering, dennoch wird in der Eigendefinition als Ethnie auf diese Unterschiede verwiesen. Innerhalb der Bari gibt es einige Untergruppen, etwa die Bari um Juba, die sich selbst ebenfalls kulturell oder oft nur durch den Siedlungsraum voneinander abgrenzen.
Es gibt unter den Bari Christen (Katholiken und Protestanten), Muslime und Animisten. Ihre traditionelle Religion umfasst einen allmächtigen Gott, gute und böse Geister.

### Gesellschaft
Die Bari-Gesellschaft ist traditionell in lupudyöt (Jungen), kö’disi (junge Mädchen), kalipinök (Initiierte), teton (Krieger) und temejek (Älteste) gegliedert. Zumindest früher wurden bei der Initiation bei beiden Geschlechtern die Vorderzähne entfernt, Mädchen wurden zusätzlich tätowiert.
Eine weitere Einteilung ist die in lui (Freie) und dupi (Knechte), wobei letztere hauptsächlich Handwerker, Jäger und Fischer sind. Aus den lui wiederum rekrutieren sich die kimak (Chiefs) und komonye-kak („Väter des Bodens“). Die letzteren stellen die kworiniko, eine adelige Klasse wohlhabender Rinderhalter.

### Hochzeiten
Einer Hochzeit bei den Bari geht eine Zeit der Partnerwahl voraus. Traditionell konnten Hochzeiten auch erfolgen, um die Freundschaft zweier Familien zu bekräftigen. Hierbei wurden Kinder teils im Alter von 10 Jahren verlobt. Es wird eine Mitgift für die Braut gezahlt, sodass ärmere Familien daran interessiert sein können, eine Hochzeit für ihre Söhne zu arrangieren.
Nach der Zeit der Partnerwahl präsentiert sich der Heiratswillige oft selbst bei der Familie des Mädchens, um die Verlobung (nyera) zu deklarieren. Er wird dabei von einigen nahen Verwandten und Freunden begleitet. Vor dem Hochzeitstag (budu) wird drei Tage lang über die Höhe des Brautpreises verhandelt. Nach dem erfolgreichen Abschluss der Verhandlungen wird die Heirat von beiden Familien gesegnet und ein Festmahl abgehalten. Der Bräutigam geht dann allein nach Hause, und nach etwa zwei Wochen folgt ihm die Braut, um ihr Haus zu beziehen. Die Braut muss bei der Hochzeit jungfräulich sein.
Die Hochzeitstradition wird durch die Einführung des Christentums komplizierter, zumal christliche Brauteltern die Trauung in einer Kirche verlangen. Sofern man es sich leisten kann, wird manchmal in traditionellem Bari-Stil und einige Monate später in christlich-europäischem Stil nochmals geheiratet. Andere kombinieren Tradition und Christentum.

## Geschichte
Historisch wurden die Bari, wie auch benachbarte Völker, von Sklavenjägern bedrängt (siehe auch: Sklaverei in Sudan) und, insbesondere in der zeitweise belgischen Ladoenklave, von Kolonialmächten zur Zwangsarbeit herangezogen. Auch das hier vorhandene Elfenbein weckte Begehrlichkeiten. Zunächst verkauften die Bari das Elfenbein frei an türkische und arabische Händler, ehe diese Mitte des 19. Jahrhunderts dazu übergingen, sich dieses gewaltsam anzueignen. Es kam zuweilen zu bewaffneten Zusammenstößen mit den Dinka, Azande und mit türkischen Sklavenhändlern. In Gondokoro wurden Depots errichtet, in dem Sklaven von den Bari und anderen Ethnien auf ihren Weitertransport warten mussten.
In jüngerer Zeit wurden zahlreiche Bari infolge des Bürgerkrieges im Südsudan in andere Regionen Sudans vertrieben.